# Алёшня (Залегощенский район)
Алёшня — деревня в Залегощенском районе Орловской области России. Административный центр Бортновского сельского поселения.

## География
Деревня находится в центральной части Орловской области, в лесостепной зоне, в пределах центральной части Среднерусской возвышенности, на расстоянии примерно 27 км (по прямой) к западу-северо-западу (WNW) от посёлка городского типа Залегощь, административного центра района. Абсолютная высота — 247 м над уровнем моря.
Часовой пояс
Деревня Алёшня, как и вся Орловская область, находится в часовой зоне МСК (московское время). Смещение применяемого времени относительно UTC составляет +3:00.

## Население
| 1915 | 2002 | 2010 |
| ---- | ---- | ---- |
| 58   | ↗514 | ↘493 |

Половой состав
По данным Всероссийской переписи населения 2010 года, в гендерной структуре населения мужчины составляли 47,3 %, женщины — соответственно 52,7 %.
Национальный состав
Согласно результатам переписи 2002 года, в национальной структуре населения русские составляли 77 % из 514 чел.

## Улицы
- ул. Лесная,
- ул. Молодёжная,
- ул. Садовая,
- ул. Центральная,
- пер. Школьный[7].

## Достопримечательности
- Православный храм иконы Божией Матери «Спорительница хлебов»[8].